# Агентство по техническому сотрудничеству и развитию

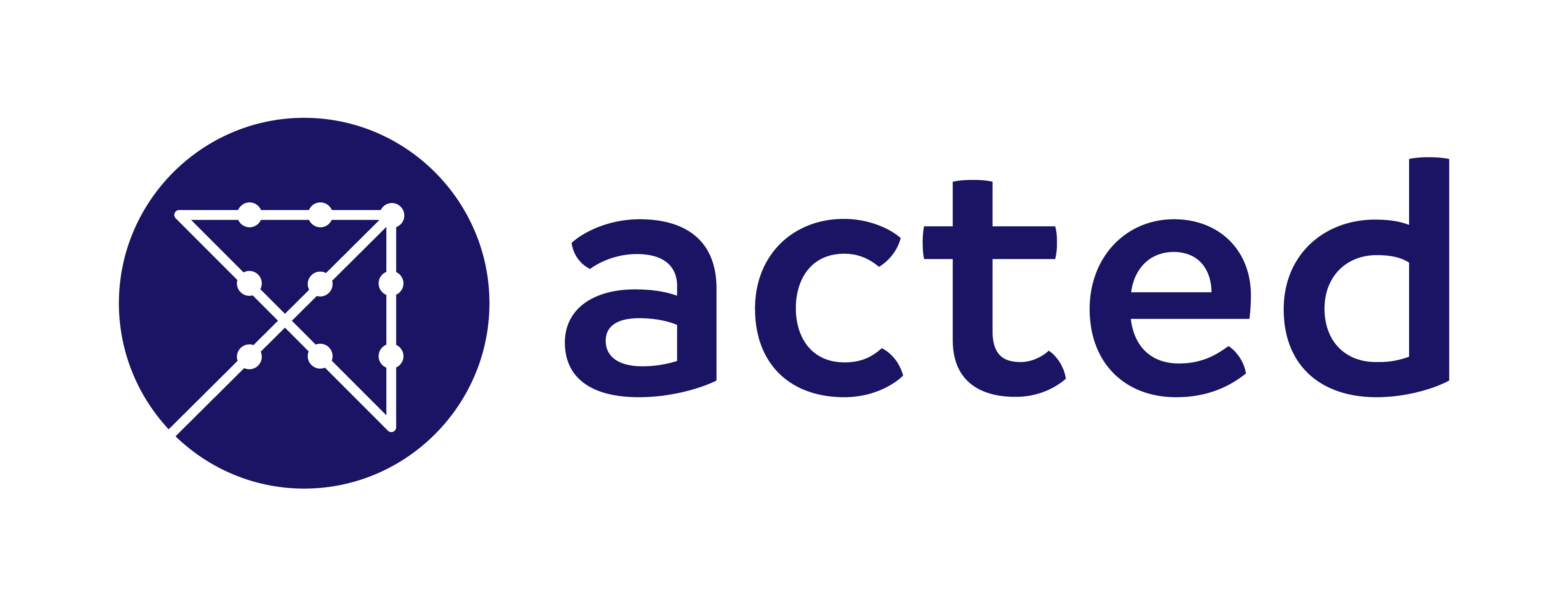
Действующий с 2023 года логотип организации Acted

Агентство по техническому сотрудничеству и развитию (Agence d'aide à la coopération technique et au développement, ACTED) является частной, неправительственной, неполитической и некоммерческой организацией, созданной в 1993 году, со штаб-квартирой в Париже, Франция. Основная цель организации — помощь пострадавшим в чрезвычайных ситуациях. В организации работает около 150 международных сотрудников и более 2000 местных сотрудников.

## Цели
ACTED является гуманитарной организацией, которая вмешивается в период кризиса, либо сразу (проекты реабилитации), или в среднесрочной и долгосрочной перспективе (девелоперские проекты), при следующих условиях:
- бедствия, связанные с человеческим фактором
- стихийные бедствия
- экономические и социальные кризисы

## История
Первые проекты были начаты в Кабуле в 1993 году с целью помощи населению, пострадавшему от более чем 15-летнего конфликта.
Затем деятельность ACTED быстро расширяется на всю страну, а к 1996 году и в соседние страны — Таджикистан, Узбекистан, Кыргызстан, с целью разработки региональной стратегии по всей Центральной Азии.
Организация продолжила экспансию, открывая офисы в Центральной Африке в 1997 году, с тем чтобы помочь населению, пострадавшему от конфликта Конго-Браззавиль, в Центральной Америке в 1998 году после урагана Митч, на Балканах после конфликта в Косово, и на Ближнем Востоке, в 2003 году, чтобы поддержать иракское население. В 2004 году ACTED продолжал своё участие в Центральной Африке, открыв миссии в Чаде и Судане, чтобы реагировать на кризис в Дарфуре.
В 2005 году организация начала свою деятельность в чрезвычайных ситуациях по восстановлению в Южной Азии после цунами, и в настоящее время работает в Индии, Индонезии и Шри-Ланке.
В 9 августа 2020 года шесть наёмных работников этой организации были расстреляны в Нигере. А их машина сожжена.

## Услуги
- Чрезвычайная гуманитарная помощь
- Безопасность пищевых продуктов
- Решение вопросов здравоохранения
- Образование и профессиональное обучение
- Экономическое развитие
- Микрокредитование
- Продвижение культурных вопросов

## Страны, в которых осуществляется деятельность организации
ACTED действует в 23 странах, охватывающих 5 зон (Азия, Африка, Америка, Европа, Средний Восток): Афганистан, Чад, Конго, Демократическая Республика Конго, Гаити, Индия, Индонезия, Ирак, Кыргызстан, Ливия, Ливан, Македония, Никарагуа, Пакистан, Палестинская национальная администрация, Сербия, Шри-Ланка, Судан, Таджикистан, Уганда, Узбекистан, Украина, Иордания.